# Conférence de Berlin (6-7 décembre 1917)
Vous lisez un « bon article » labellisé en 2023.
Pour les articles homonymes, voir Conférence de Berlin (homonymie).
La conférence de Berlin des 6 et 7 décembre 1917 est un conseil de la couronne impériale allemande convoqué à la chancellerie impériale par l'empereur Guillaume II afin d'entériner les conditions auxquelles les membres de la quadruplice seraient prêts à accepter un armistice avec le Conseil des commissaires du peuple au pouvoir en Russie après la révolution d'Octobre.
Cette conférence, réunissant civils et militaires, constitue également une nouvelle occasion de confrontation entre les membres du gouvernement civil, d'une part, et les militaires de l'autre, opposés sur la nature de la paix à imposer à la Russie défaite ; les premiers souhaitent imposer des conditions modérées, alors que les seconds se montrent partisans de la conclusion d'une paix tenant compte de la réalité du rapport de force militaire sur le front de l'Est, favorable aux puissances centrales. Cette opposition se cristallise également autour de la question du contrôle des territoires abandonnés par la Russie.

## Contexte

### La situation en Russie

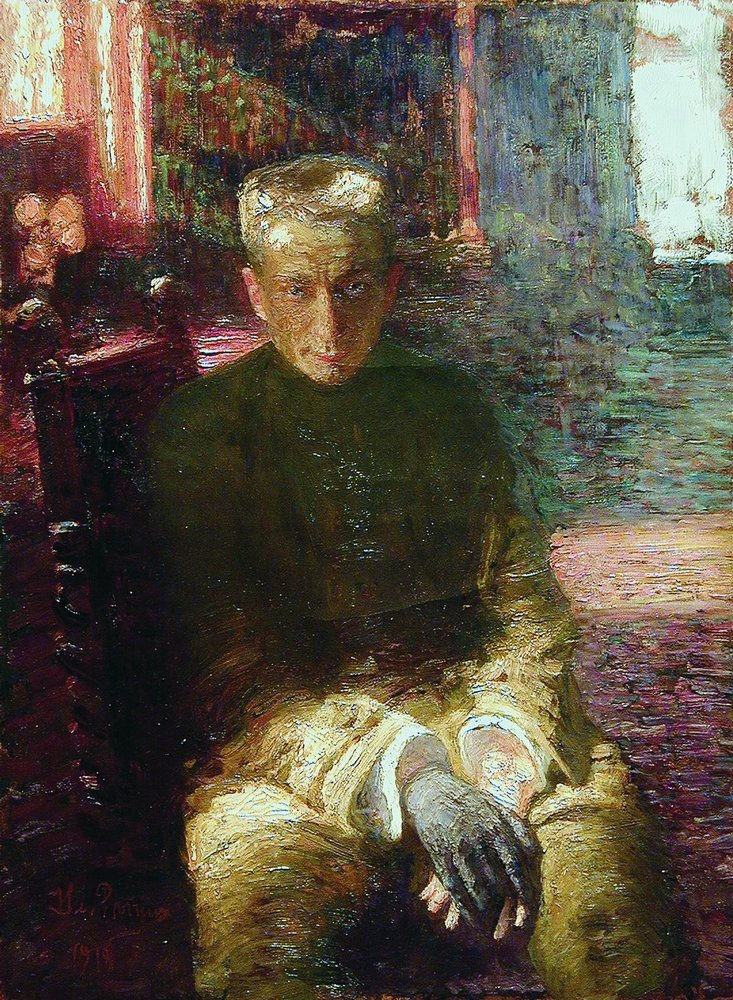
Alexandre Kerensky, ici portraituré par Ilia Répine, lance une dernière offensive russe sur le front de l'Est le 1 juillet 1917 guerre mondiale.

Depuis la révolution de Février, le Reich cherche à déstabiliser le gouvernement provisoire russe qui a succédé au pouvoir de Nicolas II tandis que l'armée russe se délite et perd rapidement toute capacité opérationnelle.
Rapidement, le nouveau pouvoir en Russie se prononce en faveur de la poursuite de la participation russe dans le conflit, décevant le souhait de la majeure partie de la population. Cette politique déçoit également les Allemands, qui attendaient du gouvernement provisoire une demande de suspension des opérations. Ainsi, dès le mois d'avril, le gouvernement allemand permet aux socialistes de gauche (bolcheviks) en exil, notamment à Lénine et à ses proches, de traverser l'Allemagne en train pour rejoindre la Russie afin d'y créer un courant pacifiste structuré, dans un contexte marqué par la lassitude de la population russe face au conflit qui se prolonge,.
Parallèlement à cette agitation, l'armée russe mène une dernière offensive, en Galicie austro-hongroise, qui, après quelques succès initiaux, donne le signal de la dissolution de l'armée russe à partir du mois de juillet 1917, privant le gouvernement provisoire de toute capacité de mener efficacement la guerre contre les puissances centrales.
Les 6 et 7 novembre 1917, les bolcheviks réussissent un coup d’État à Petrograd et installent un pouvoir qui se maintient dans des conditions précaires. Ce n'est qu'au début du mois de décembre 1917 que Lénine et son gouvernement parviennent à stabiliser leur pouvoir, non seulement dans la capitale mais aussi à Moscou : les efforts de Kerenski, alors le plus dangereux de leurs rivaux, pour restaurer son autorité, se sont soldés par des échecs, l'armée n'étant pas intervenue.

### Une paix proche

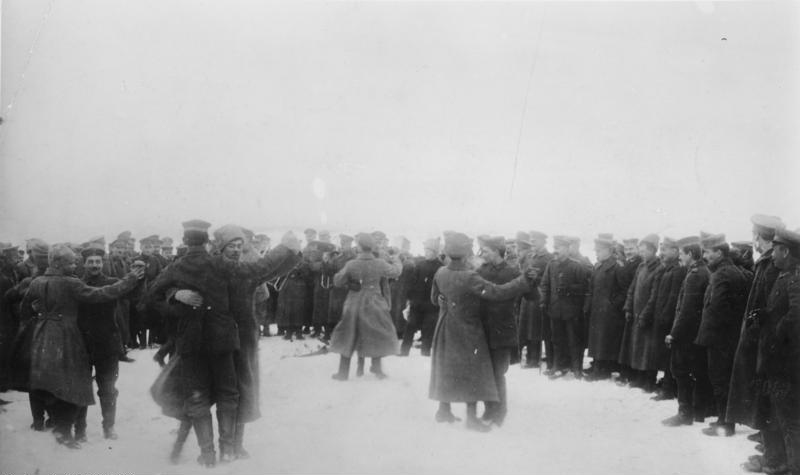
Les fraternisations entre soldats allemands et russes sont dans un premier temps encouragées par le commandement allemand.

Depuis le mois de mars, le gouvernement impérial allemand multiplie les pourparlers, en son sein et avec ses alliés de la quadruplice, afin de définir un programme de buts de guerre alors que les puissances centrales ont perdu l'initiative stratégique l'année précédente,.
La révolution de Février, en Russie, fait espérer la fin des opérations sur le front de l'Est, mais ces espoirs sont rapidement déçus par les déclarations des membres du gouvernement provisoire, partisans de la poursuite de la guerre. Le 21 novembre 1917, cependant, alors que les Bolcheviks ont assuré leur pouvoir à Petrograd, Lénine demande l'ouverture de négociations en vue du rétablissement de la paix, aussitôt refusées par les Alliés ; cette proposition est acceptée sur les conseils de Max Hoffmann, chef d'état-major d'Erich Ludendorff, et sous la pression d'Ottokar Czernin, ministre austro-hongrois des Affaires étrangères.
Dès l'annonce de l'acceptation de la proposition russe, le 2 décembre 1917, Nikolaï Krylenko, chef d'état major de l'armée russe nommé par le Conseil des commissaires du peuple, annonce aux troupes russes la fin des hostilités avec les puissances centrales, remettant en cause les capacités opérationnelles de l'armée russe : les soldats russes, pensant la paix signée, fraternisent avec les troupes austro-allemandes ; ces fraternisations sont encouragées dans un premier temps par l'OHL, le haut-commandement allemand, en dépit des réserves de l'Ober Ost, chargé des opérations sur le front de l'Est, et de l'AOK, le commandement suprême austro-hongrois.

## Participants

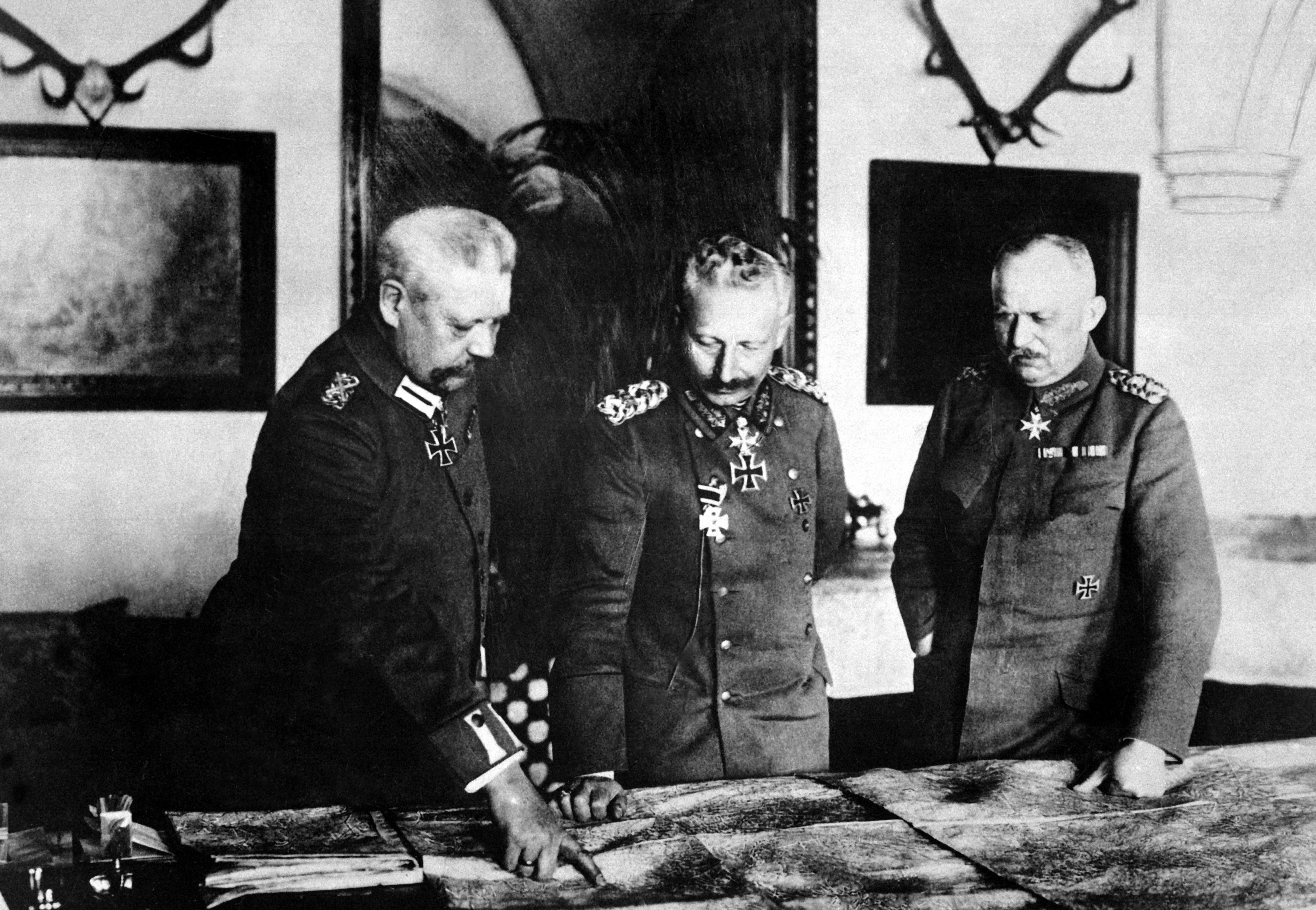
Paul von Hindenburg, Guillaume II et Erich Ludendorff le 8 janvier 1917 guerre mondiale

La conférence réunit à la chancellerie impériale, sous la présidence de l'empereur Guillaume II, des représentants du haut commandement d'une part, et des membres du cabinet impérial d'autre part.
Les Dioscures, Paul von Hindenburg et Erich Ludendorff, accompagnés de leur chef d'état-major et principal conseiller, Max Hoffmann, l'« incontournable homme de l'Est » assistent, au nom du haut-commandement allemand à ce conseil de la couronne,.
Le chancelier impérial, Georg von Hertling, accompagné de Richard von Kühlmann, le secrétaire d’État aux affaires étrangères, représente le gouvernement civil. En dépit de la prééminence de sa fonction, le chancelier, vieil homme fatigué,, délègue à son ministre le détail des échanges avec les militaires : les relations entre le ministère et l'OHL sont exécrables.

## Discussions

### Hésitations allemandes

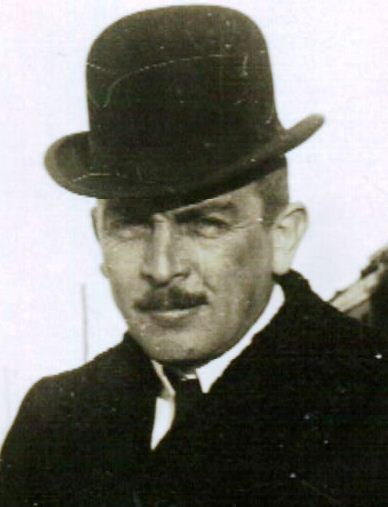
Richard von Kühlmann doute de la solidité du pouvoir mis en place après la Révolution d'octobre.

La demande du gouvernement bolchevik suscite quelques réserves chez les responsables de la quadruplice.
Richard von Kühlmann est le plus circonspect à l'égard des propositions russes. Il est en effet parfaitement informé de la précarité du nouveau pouvoir de Petrograd, en place depuis une quinzaine de jours et qui ne contrôle pas le territoire russe.
Le programme révolutionnaire de Lénine et de son gouvernement semble effrayer certains responsables allemands et austro-hongrois ; en effet, les proclamations pacifistes de Lénine font craindre une contagion au sein des puissances centrales. Le programme d'une « paix sans annexions ni indemnités », qui trouve des échos dans l'opposition au Reichstag, rebute le gouvernement et les militaires allemands, tous favorables au renforcement de la puissance allemande en Europe et en Afrique. De plus, ce programme exacerbe les tensions entre civils et militaires, les civils souhaitant la mise en place d'États indépendants liés à l'Allemagne par des accords de longue durée, les militaires souhaitant l'annexion au Reich ou à la Prusse des régions baltiques et polonaises de l'ancien Empire russe,.

### Politiques envisagées
Les présents hésitent entre deux politiques face à la proposition russe ; certains, notamment les membres du gouvernement civil, se prononcent en faveur de l'ouverture de négociations avec le nouveau pouvoir en place à Petrograd, alors que les militaires souhaitent reprendre les hostilités, interrompues de fait depuis un mois et, selon le mot de Ludendorff, « rétablir l'ordre » en Russie.
Les civils souhaitent la fermeture du front de l'Est et l'accès à long terme aux richesses agricoles et minières de la Russie, permettant la mise en place d'un bloc continental en Europe de l'Est, appuyé sur des États indépendants détachés de la Russie et liés au Reich par des accords politiques, techniques et économiques de longue durée ; ils souhaitent également ne pas intervenir dans la vie politique russe. Pour arrimer solidement la Russie au Reich, des clauses commerciales sont également envisagées : le gouvernement russe doit s'engager à accepter le retour au tarif douanier en vigueur en 1914.
Le programme des civils ne peut que heurter les militaires, toujours partisans d'annexions dans les pays baltes et de l'occupation militaire de vastes portions de territoires russes, dont le siège du gouvernement, réduit à un rôle de figurant et de garant de la bonne administration de la Russie. Pour légaliser cette occupation militaire, les militaires envisagent des clauses précises dans le traité de paix entre la Russie et les puissances centrales, la réorganisation de son armée sur le modèle prussien et l'occupation pérenne de certaines villes ou régions russes. Des clauses douanières et commerciales sont également envisagées. Le gouvernement russe doit ainsi s'engager à adopter les normes commerciales allemandes, à rédiger des règlements en matière de circulation ferroviaire et sur les fleuves et canaux sur le modèle de ceux en vigueur dans le Reich.

## Décisions

### L'armistice
L'étude de la situation du front russe incite les présents à envisager de façon favorable les ouvertures du gouvernement russe.
Le caractère précaire du pouvoir du gouvernement de Lénine n'empêche pas les présents d'envisager l'ouverture de négociations d'armistice, en dépit des divergences au sein du gouvernement du Reich sur la politique à adopter en Russie.
Les participants à la conférence s'accordent sur des conditions d'armistice modérées, limitées à une suspension d'armes et une ligne d'armistice définie par la ligne de front. Ils acceptent la demande des Bolcheviks de légaliser les fraternisations entre soldats ; un consensus se dégage cependant pour en limiter l'impact et l'étendue : ces rencontres entre soldats allemands et russes ne pourront avoir lieu que dans des lieux précis, et les échanges de lettres restent soumis au contrôle postal,.

### Le Reich face au nouveau pouvoir russe

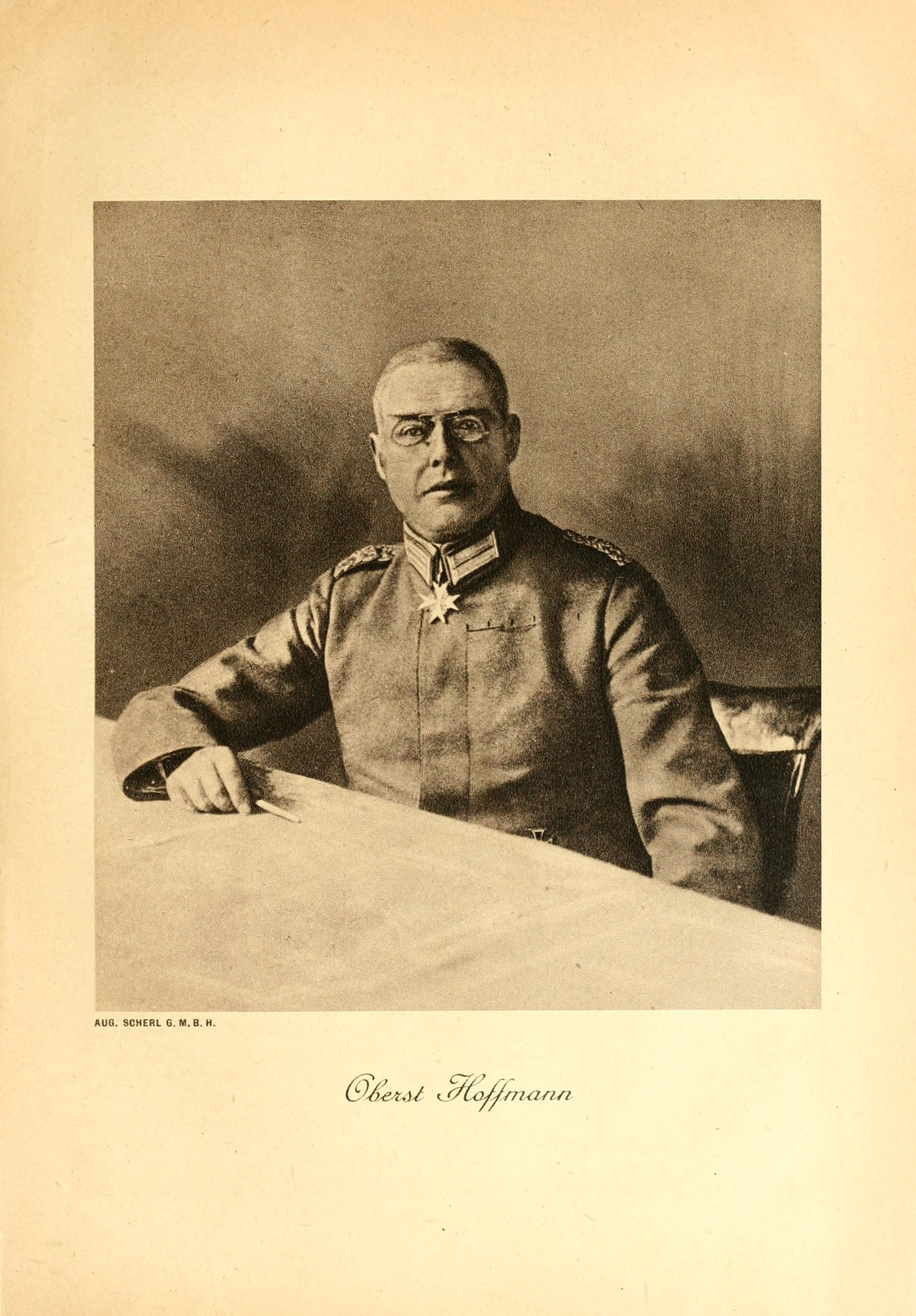
Max Hoffmann s'oppose alors à la conclusion d'une paix trop dure pour la Russie.

Principaux acteurs du retour de Lénine en Russie, les dirigeants allemands accueillent favorablement les demandes d'ouverture de négociations du nouveau gouvernement russe.
Richard von Kühlmann ne se méprend cependant pas sur la solidité du pouvoir du gouvernement en place à Petrograd ; il obtient ainsi des présents, en dépit des réticences des militaires, la reconnaissance de fait du gouvernement de Lénine et le principe de l'ouverture de négociations de paix. Aux yeux du secrétaire d’État, aucun pouvoir qui pourrait s'imposer à la faveur du possible renversement des Bolcheviks ne serait en capacité d'imposer une reprise des hostilités contre les puissances centrales.
Le gouvernement du Reich ne souhaite pas reconnaître formellement le conseil des commissaires du peuple comme gouvernement légal de la République russe, mais Richard von Kühlmann parvient à faire accepter de l'empereur une reconnaissance en deux temps du gouvernement de Lénine. Dans un premier temps, l'ouverture de négociations doit aboutir à une reconnaissance de facto de son existence, puis dans un second temps, la signature du traité de paix avec les puissances centrales doit aboutir à reconnaître pleinement le nouveau gouvernement. Cette solution en deux temps est le fruit d'un compromis entre Max Hoffmann et Richard von Kühlmann, partisans l'un et l'autre d'une conclusion rapide de la paix avec la Russie, d'une part, et les Dioscures de l'autre, souhaitant la réalisation de l'ambitieux programme des buts de guerre défini durant le mois d'octobre,.

### Préparer la paix avec la Russie
Cette conférence constitue également la seconde occasion d'envisager les conditions de paix que le Reich souhaite imposer au gouvernement russe.
Si l'ensemble des participants s'accordent pour arracher à la Russie la Pologne et les pays baltes, ils demeurent divisés sur la nature du contrôle allemand sur ces territoires. La demande russe de cessation des hostilités n'a en effet mis aucun terme aux querelles entre civils et militaires : les civils souhaitent la mise en place d’États liés au Reich par des accords politiques, économiques et militaire de longue durée, remettant en cause leur indépendance réelle, tandis que les militaires souhaitent de larges annexions dans les pays baltes et en Pologne.
Les civils et les militaires s'opposent également sur la question du tracé des frontières occidentales de la Russie, de la Baltique à la mer Noire, les civils souhaitant un contrôle à distance de ces territoires, notamment au moyen du retour aux clauses du traité de commerce germano-russe en vigueur avant le déclenchement du conflit, les militaires se montrant favorables à l'éviction de la Russie des pays baltes, de Pologne, d'Ukraine et du Caucase.